# نموذج الحياة الغريبة (مسلسل تلفزيوني)
نموذج الحياة الغريبة أو ألف (بالإنجليزية: ALF)‏ هو مسلسل تلفزيوني أمريكي بث على قناة NBC من 22 سبتمبر 1986 إلى 24 مارس 1990.
والشخصية التي تحمل العنوان هي ALF (وهو اختصار لـ «نموذج الحياة الغريبة» واسمه الحقيقي غوردون شومواي) الذي يصطدم بالأراضي في مرآب عائلة تانر من الطبقة الوسطى في الضواحي. نجوم المسلسل ماكس رايت كأب ويلي تانر، آن شيدين كأم كيت تانر وأندريا إلسون وبنجي غريغوري كأبنائهم، لين وبراين تانر. تم أداء ALF من قبل الدمية بول فوسكو، الذي شارك في إنشاء العرض مع توم باتشيت.
أنتجت شركة ALF للإنتاج الأجنبي في الأصل لمدة أربعة مواسم وأنتجت 99 حلقة، بما في ذلك ثلاث حلقات لمدة ساعة واحدة («حاول أن تتذكر» و «عيد الميلاد الخاص» و «الليلة، الليلة») والتي تم تقسيمها إلى جزأين من أجل الجمع، والتي بلغ مجموعها 102 حلقة. وقد اختتم المسلسل بحلقة غير محسومة، ولكن فيلما تليفزيونيا لاحقا، المشروع: ALF ، قدم سلسلة في نهاية المطاف للحصول على حق الامتياز.
في أغسطس 2018، وارنر بروز. وأعلن التلفزيون عن تطوير إعادة تشغيل للـ ALF. تم إلغاء هذه الخطط في نوفمبر 2018.

## الحبكة
غوردون شومواي هو أجنبي من كوكب ميلماك يتبع إشارة لاسلكي هواة إلى الأرض ويحطم الأراضي في مرآب التانرز، وهي عائلة من الطبقة الوسطى في الضواحي الذين يعيشون في منطقة سان فيرناندو فالي في كاليفورنيا. تتألف الأسرة من الأخصائي الاجتماعي ويلي (ماكس رايت)، وزوجته كيت (آن شيدين)، وابنتهم المراهقة لين (أندريا إيلسون)، الابن الأصغر براين (بنجي غريغوري)، وقطتهم الأليفة لاكي (التي يرغب غوردون في استهلاكها). وقد أطلق ويلي تانر على غوردون لقب «نموذج الحياة الغريبة».
ومع عدم التأكد مما يجب فعله، فإن التانرز يأخذون القوات المسلحة الأنغولية إلى منزلهم ويخفونه عن فريق عمل الأجانب (جزء من الجيش الأميركي المتخصص في الأجانب) وجيرانهم الفضوليين تريفور وراكيل أوتشمونيك (جون لا موتا وليز شيريدان)، حتى تتمكن القوات المسلحة الأنغولية من إصلاح مركبته الفضائية. يَختفي بشكل عام في المطبخِ. وقد تم الكشف في نهاية المطاف عن أن كوكب ملماك الموطن التابع للقوات المسلحة الألب قد انفجر، بسبب الحرب النووية. في الموسم حلقة واحدة «بنسلفانيا 6-5000» وتحاول الرابطة إقناع رئيس الولايات المتحدة بوقف البرنامج النووي، حيث تخشى الرابطة أن تعاني الأرض من مصير مماثل لمصير ميلماك، رغم أن سوء تقدير كلماته يجعل الرئيس والأمن القومي يدعوان مكتب التحقيقات الفيدرالي إلى إلقاء القبض على ويلي. وكان ALF خارج الكوكب عندما تم تدميره لأنه كان جزءا من حرس مدار ملماك. ALF (A.K. جوردن شومواي) مشرد، رغم أنه ليس آخر ناجي من نوعه. ويصبح عضواً دائماً في الأسرة، على الرغم من أن ثقافته تثير الصدمة، والذنب الناجي، والملل العام، واليأس، والوحدة كثيراً ما تسبب صعوبة للتانر. على الرغم من المشاكل والمضايقات التي يجلبها وجوده في حياتهم، إلا أنهم يكبرون على حبه، على الرغم من أن بعض الحلقات توضح أنهم أيضا يخافون من كيف ستنقلب حياتهم رأسا على عقب إذا خرجت الأخبار التي كان يعيش معهم.
وفي حين أن معظم الخيال العلمي للـ ALF كان له قيمة هزلية، كانت هناك إشارات قليلة إلى مواضيع فعلية في استكشاف الفضاء؛ على سبيل المثال، يستخدم ALF إشارة لاسلكية كمنارة في الحلقة التجريبية. في حلقة «العلم الغريب»، تخبر الرابطة براين، الذي يبني نموذجاً للنظام الشمسي لمشروعه العلمي، أن هناك كوكبين خارج بلوتو يدعوان «ديف» و «ألفين» (كما في ديفيد إشبيلية وألفين من امتياز ألفين وشيبمونكس)، الأمر الذي يجعل براين في ورطة في المدرسة. ومع ذلك، بعد أن يقوم ALF بإجراء مكالمة إلى منظمة فلكية وينص على أن «ديف» معروف من قبل المنظمة، أصبح ويلي يعتقد أن «ديف» يمكن أن يكون القبة الأرضية تشيرون أو «كائن كوال». بعد ذلك تظهر الرابطة ويلي بالضبط أين «ديف» على خريطة بين المجرات للكون.
تعاملت الحلقات مع تعلم ALF عن الأرض وصنع أصدقاء جدد داخل وخارج عائلة تانر، بما في ذلك شقيق ويلي نيل (جيم جيه بولوك)، والدة كيت الأرملة دوروثي (آن ميارا) التي تربطها بها علاقة حب وكراهية، صديقها. (وزوج لاحق) ويزر (بول دولي)، ابن شقيق أوشمونكس جيك (جوش بليك)، طبيب نفسي يدعى لاري (بيل دايلي) وامرأة عمياء تدعى جودي (أندريا كوفيل) الذي لم يكتشف قط أن ALF ليست بشرية (على الرغم من أنها تدرك من خلال اللمس أنه قصير ومشعر).
تحدث تغيرات داخل أسرة تانر على مدى السلسلة، بما في ذلك ولادة طفل جديد، إريك (السبب وراء إضافة طفل في المسلسل هو أن آن شيدين كانت حاملاً في ذلك الوقت)؛ وانتقال القوات المسلحة الأنغولية من دور إقامته الأولى في غرفة الغسيل إلى العلية، التي حوّلها هو وويلي إلى «شقة» وموت لاكي في الموسم الرابع «عش ودع يموت»؛ وفي هذه الحالة، وعلى الرغم من محاولاته في بعض الأحيان للقبض على لاكي بنية جعل القطة وجبة، حيث أن القطط هي ما يعادل الماشية في ملماك، فقد أصبح يحب ويحترم الحيوان الأليف العائلي أكثر من أن يفعل أي شيء غير مناسب مع رفات لاكي. عندما يكتسب ALF قطة جديدة بقصد أكلها، فإنه في الواقع ينمو مولعا بها ويسمح بتبنيها من قبل الأسرة، على الرغم من أنه يعترف ل Tanners انه أصبح أسوأ نوع من Melmackian ، «عاشق القط».

## الممثلين

### الأساسية
- بول فوسكو - ALF (محرك الدمى الرئيسي، صوت)
  - Michu Meszaros - يُنسب إلى أحد مساعدي ALF (بالزي)
  - ليزا باكلي - ALF (محرك الدمى المساعد)
  - بوب فابيانو - ALF (محرك الدمى المساعد)
- آن شيددين - كيت تانر
- ماكس رايت - ويلي تانر
- أندريا إلسون - لين تانر
- بنجي جريجوري - بريان تانر

### المتتكررين
- جوش بليك - جيك أوشمونيك (مواسم 2–3)
- جيم جيه بولوك - نيل تانر (الموسم 4)
- أندريا كوفيل - جودي
- بيل ديلي - د. لاري ديكسترا
- بول دولي - «ويزر» ديفر
- جون لاموتا - تريفور أوشمونيك
- آن ميرا - دوروثي هاليجان ديفر
- تشارلز نيكرسون - إريك تانر (الموسم 4)
- ليز شيريدان - راكيل أوشمونيك

## إنتاج العمل
تم الاتصال بالمنتج بيرني برلشتاين لرؤية تجربة أداء فوسكو مع شخصية دمية ولكن في البداية كان غير مهتم، بعد أن أدار جيم هينسون لسنوات واعتبرت هينسون أفضل دمية في العرض. ومع ذلك، فإن أداء فوسكو القصير كما فاز ALF على برلشتاين، الذي اعتقد أن الشخصية كانت مضحكة وقوية بما فيه الكفاية لتكون محور سلسلة.
أنتج فوسكو المسلسل مع توم باتشيت. باشيت أيضا شارك في إنشاء، وكتابة، وتوجيه السلسلة. تم تجميع السلسلة لأول مرة من قبل وارنر بروس. () التلفزيون وشركة لوريمار - التطبيقات التخاطرية. وتملك شركة ديبمار - ميركوري حاليا حقوق التجميع في الولايات المتحدة، حيث تمتلك الشركة الأم، ليونسغيت، الآن حقوق الفيديو المنزلية.
ونظراً للطبيعة المتأصلة في إنتاج برنامج يعرض الدمى التي تشغل يدوياً (في معرض موبيت الذي أطلقه جيم هنسون)، فقد كانت المؤسسة من الناحية الفنية صعبة للغاية على مخترع المسلسل فوسكو فضلاً عن الجهات الأربعة الرائدة فيه. وقد أكد الجميع خلال مقابلة أجرتها مجلة People في عام 2000 أنه كانت هناك مستويات عالية من التوتر في المجموعة. وقال ماكس رايت إنه يحتقر دعم جسم جامد يتطلب من الناحية الفنية ويستقبل معظم خطوط الحوار الجيدة. لقد اعترف بأنه «متلهف جداً أن يكون معه». أرتي لانج، الذي عمل في وقت لاحق مع رايت في عرض القاعدة، أخبر عن وقت عندما أصبح رايت «مجنونا» وهاجم جسديا ALF ، مما تسبب في المنتجين إلى سحب رايت من الدمية.قالت آن شيدين أنه في الليلة الأخيرة من تسجيل الحلقة الأخيرة، «كان هناك أخذ واحد ومشى ماكس من المجموعة، ذهب إلى غرفة ملابسه، حصل على حقائبه، ذهب إلى سيارته واختفى... لم يكن هناك وداعا». قالت (شيدين) بنفسها «لم يكن هناك متعة في المجموعة... واستغرق عرض مدته 30 دقيقة 20, 25 ساعات لاطلاق النار». بينما كانت مولعة بأطفالها على الشاشة، قالت شيدين أن بعض البالغين لديهم «شخصيات صعبة. وكان كل شيء عائلة كبيرة مختلة». وأضاف شيدين، «من المذهل أن الـ ALF حقا كان رائعا وتلك الكلمة لم تخرج أبدا من الفوضى التي كانت في مجموعتنا حقا». (أندريا إلسون)، التي عانت من داء البوليميا خلال الموسم الثاني من إطلاق النار، قالت، «لو أن الـ ALF قد ذهب سنة أخرى، لفقد الجميع ذلك». اعترف رايت في وقت لاحق أنه مع مرور السنوات نظر مرة أخرى إلى ALF مع عداوة أقل واعترف أنه «لا يهم ما شعرت به أو كيف كانت الأيام، جلبت ALF الناس الكثير من الفرح». في إشارة إلى التوتر، علق فوسكو في عام 2012 أن «كان مجرد طبيعة الوحش. كان من المستحيل أن نجعلها تذهب إلى أبعد من ذلك أو أسرع،» أصر. «أعتقد أنه كان محبطا أن يستغرق وقتا طويلا، ولكن الناس حصلت على أجر عما فعلوا. على الرغم مما اعتقده الناس، أن هناك الكثير من التوتر على مجموعة، لم يكن هناك حقا».
كان فوسكو سراً للغاية حول شخصيته حتى عرض المسلسل. خلال إنتاج العرض، رفضت فوسكو الاعتراف بأن الدمية ALF كان أي شيء آخر غير أجنبي. وتم تحذير جميع المشاركين في الإنتاج من الكشف عن أي من أسرار إنتاج الشركة.
تم بناء المجموعة على منصة رفعت أربعة أقدام فوق الأرض، مع أبواب الفخ بنيت في العديد من النقاط بحيث يمكن أن تظهر ALF في أي مكان تقريبا؛ (فوسكو) قام بتشغيله من تحت، لذا الثقوب الغير مأهولة في جميع أنحاء الأرض كانت عميقة وغادرة. كان لا بد من إعادة ضبط أبواب الفخ عدة مرات، في بعض الأحيان خلال مشهد واحد. لقد استخدم التلميذ الرئيسي بول فوسكو (الذي كان في المقام الأول أعسر اليد عندما كان يعض الدمى) يده اليسرى للسيطرة على فم القوات المسلحة الأنغولية، في حين كانت يده اليمنى تسيطر على الذراع الأيمن للقوات المسلحة الأنغولية. دمية أخرى، ليزا باكلي، التي سوف تذهب لأداء في شارع سمسم، ساعدت فوسكو تحت المسرح، تشغيل الذراع الأيسر لALF. في بعض الأحيان عندما تم إظهار الجسم الكامل للـ ALF في وضع الجلوس، كانت ليزا تسيطر على اليد اليسرى للـ ALF بواسطة الكابل الذي يسمح بحركات إصبع طفيفة. وبالإضافة إلى ذلك، كان هناك دمية ثالثة، بوب فابيانو، الذي كان يسيطر على حركة الوجه والأذن التابعة للرابطة من خلال جهاز تحكم لاسلكي. خلال الأشرطة، يرتدي فوسكو ميكروفون مربوط بالرأس لتسجيل صوت ALF. وأسفرت العملية عن العديد من الأخطاء والعودة إلى الوراء، مما جعل من المستحيل تسجيل ALF أمام جمهور حي. وأضيف مسار ضحك أثناء مرحلة ما بعد الإنتاج.
ولتجنب ارتداء وتمزيق الدمية الرئيسية للـ ALF ، تمرن المؤدون على نسخة أولية مبكرة من الـ ALF ، بعنوان "RALF" من أجل «استمارة الحياة الفضائية». لم يحب فوسكو أن يتدرب، وغالبا ما يستبدل يده أو RALF لدمية ALF الحقيقية خلال التدريبات.
في مقابلة في ليلة متأخرة مع كونان أوبراين، قالت تينا في أن أكبر إحباط لها كمنتجة للذكرى السنوية الخامسة والسبعين لNBC الخاصة كان التعامل مع «الناس» في الرابطة. قالت (فاي) أن (فوسكو) سيسمح للـ (إل إف) بالظهور في العرض فقط إذا كانت الدمى مخبأة عن الجميع. بعد كاميو ALF جنبا إلى جنب مع نجم العلاقات العائلية السابق مايكل غروس، اختفى ALF من خلال ثقب في المصعد، وتم حشره في قضية، وإزالته على الفور من المبنى.
في حين أن الدمية كانت تستخدم عادة للـ ALF ، كان هناك بعض الطلقات من الأجنبي الصغير يركض أو يتجول. وقد حقق ذلك الممثل ميشو ميزاروس (84 سم) الذي يرتدي زي القوات المسلحة الأنغولية. ويمكن رؤية ذلك في إحدى حلقات السلسلة، والتي تنتهي بحصول عائلة تانر على صورتهم؛ ويمشي جيش تحرير السودان (الذي لعبه ميسزاروس) ليكون جزءاً من الصورة. ومع ذلك، أصبحت خدمات ميزاروس مكلفة للغاية فضلا عن أنها تستغرق وقتا طويلا، وتم التخلي عن الزي الكامل للرابطة بعد الموسم الأول.
وحقق الاتحاد أعلى تصنيف له خلال الموسم 2 (حيث وصل إلى المركز العاشر في تصنيف نيلسن). ظلت التقديرات في المركز الخامس عشر بثبات خلال الموسم 3، لكنها هبطت إلى المركز التاسع والثلاثين خلال الموسم 4. نقلت NBC العرض من فتحتها التقليدية ليلة الاثنين إلى السبت في مارس 1990 وانتقلت في نهاية المطاف إلى يوم الأحد، ولكن التقييم استمر في الهبوط.
في نهاية الموسم أصبح Cleffhanger "The Me Go" سلسلة غير مقصودة في النهاية عندما أعطى NBC إنتاج الأجانب التزام شفوي لموسم خامس، ولكن في نهاية المطاف سحب دعمه. قامت شركة ABC بحل الزورق في 17 فبراير 1996، مع مشروع الفيلم التلفزيوني: ALF. قال المدير التنفيذي لشركة إن بي سي براندون تارتيكوف في وقت لاحق لفوسكو أن الشبكة تأسف لإلغاء ALF قبل الأوان، قائلا: «كان خطأ كبيرا أننا ألغينا عرضكم، لأنه بقي لكم على الأقل موسم أو موسمين آخرين».

### الرقابة
علّق فوسكو في عام 2007 بأن تجربته الأكثر متعة على قناة ALF كانت تجلس في غرفة الكتاب وتلقي النكات بينما تدفع الحد الذي تسمح به الرقابة على قناة NBC. علّق فوسكو على ذلك، «أعظم الأشياء كانت النكات التي لم نستطع وضعها في العرض». على وجه التحديد، كانت الضربات التي تتعامل مع أكل القطط والحيوانات الأليفة الأخرى مشكلة بعد أن ذكرت قناة NBC أن الطفل وضع قطة في الميكروويف بعد مشاهدة العرض. في الحلقة التجريبية "A.L.F."، يشاهد ALF يستهلك البيرة مع براين. دافع فوسكو عن فرضية القول بأن «ALF يبلغ من العمر 285 عاما، ويمكن أن يشرب البيرة، وهو كبير بما فيه الكفاية». ومع ذلك، فمع تزايد شعبية جبهة تحرير آسيا مع الأطفال، قالت قناة NBC لفوسكو «لا يمكن أن تجعله يشرب ؛ الأطفال يشاهدون، إنها قدوة سيئة». وعلى الرغم من أن فوسكو كان يعتقد أن القوات المسلحة الأنغولية كانت «بالغة: فهو قادر على القيام بذلك»، فقد تم التخلي عن مفهوم استهلاك الكحول بحلول نهاية الموسم الأول. باستثناء حلقة "Garsity Drag" حيث يلهم مدمن كحول للتحقق من إعادة التأهيل بعد ليلة من الشرب معها وجعلها تعتقد أنه كان هلوسة. وانتقل مفهوم أكل القطط بشكل متقطع إلى الموسم الثاني، مع إشارات تشمل «قطة الزفاف» في حلقة «شيء ما خاطئ معي»، المعادل الميلماسي لكعكة الزفاف.
لحلقة الموسم 1، «حاول أن تتذكر»، التي بثت في الأصل في 9 فبراير 1987، تحاول ALF محاكاة الجاكوزي عن طريق جلب خليط كهربائي كيت في حوض الاستحمام، وبالتالي تلقي صدمة كهربائية التي تسببت في فقدان الذاكرة. أنهى فوسكو الحلقة الأصلية مع إعلان الخدمة العامة من ALF نفسه، محذرا من مخاطر خلط المياه والكهرباء. وعلى الرغم من هذا ، ذكرت قناة NBC أن طفلاً حاول إعادة السيناريو وكاد أن يصدم نفسه بالكهرباء أثناء العملية (أكد فوسكو أن الطفل لم يصب بأذى)؛ واضطر فوسكو إلى إعادة ترتيب تسلسل الافتتاح ، واستبدال الخليط الكهربائي مع خنفساء بيض يدوية. وبدلاً من ذلك فإن فقدان الذاكرة من قِبَل الرابطة سببه ارتجاج في الجمجمة تلقاه بعد انزلاقه في الحمام (يُسمَع «ثود» بدلاً من «زاب»)، مع ذكر كل ما يشير إلى إصابته بالصدمة إما بسبب الإفراط في التعب بحوار جديد أو حذفه بالكامل (بما في ذلك إعلان المؤسسة عن الخدمة العامة). تم استخدام هذه النسخة المحررة لإعادة البث في خريف عام 1988، فضلا عن جميع متآزرات الولايات المتحدة وكندا في المستقبل.
في عام 2010، ظهرت لقطات منتشرة حيث تم تقديم ALF لإلقاء النكات العنصرية والتعليقات الجنسية. في الواقع كان يسخر من حلقة حديثة من قانون لوس أنجلوس تتناول متلازمة توريت. وقال المنتج ستيف لامار ، الذي طلب منه التعليق ، إن اللقطات كانت من حقبة لم تكن فيها الأمور في غاية السخرية «بي سي».

## تاريخ البث الدولي
وقد حظي التحالف بشعبية كبيرة في ألمانيا بعد أن بدأ البث على قناة ZDF. الممثل الذي أطلق على صوت ALF بالألمانية ، تومي بايبر ، سجل ألبومين وأربعة منفردين باسم ALF بين عامي 1988 و 1991.

## وسائل الإعلام الرئيسية

### الولايات المتحدة وكندا
بين عامي 2004 و 2006، أصدرت Lionsgate الترفيه المنزلي جميع المواسم الأربعة من ALF على دي في دي في المنطقة 1. احتوت جميع الإصدارات على إصدارات مجمعة ، مع أوقات تشغيل تبلغ 21 دقيقة ، مقارنة بطول 24 دقيقة الأصلي. ومع ذلك ، عرضت حلقتا «محاولة للتذكر» و «عيد الميلاد الخاص للرابطة» لمدة 60 دقيقة (من الموسم الأول والموسم الثاني على التوالي) في صيغتيهما الأصليتين اللتين استغرقتا ساعة واحدة (على الرغم من أن «محاولة للتذكر» عرضت في نسختها الخاضعة للرقابة ، كما أن «عيد الميلاد الخاص للرابطة» له مشهد بسيط باستخدام أغنية «سانتا كلوز قادم إلى المدينة». حلقة 60 دقيقة «الليلة ، الليلة ،»، ومع ذلك ، تم تقسيمها إلى جزأين من أجل الجمع. عرض الموسم الرابع من حلقة «جعل 'م الضحك» في ما يقرب من طوله الأصلي ، مع تحرير خط واحد من الحوار.
تم أيضا إزالة التنصل من السلسلة النهائية ، «اعتبريني ذهبت»، حيث ألغت NBC ALF بعد بثها الأولي.
وبالإضافة إلى ذلك ، تم ابتزاز معظم الموسيقى التي تحمل حقوق التأليف والنشر من عروض مختارة ، مما أدى إلى اختصار وقت التشغيل لمدة تصل إلى ست دقائق. (كما عانى إصدار قرص دي في دي من هذا النوع من هذه الممارسة).
أصر Lionsgate أنه كان عليهم استخدام النسخ المجمعة للإصدار DVD من ALF ، قائلا أنه سيكون من غير الممكن التكلفة إعادة إصدار نسخ NBC-TV الأصلية للإصدار. وأسفر ذلك عن انتقادات شديدة.
| اسم DVD       | الحلقة # | تاريخ النشر   | معلومة اضافية |
| ------------- | -------- | ------------- | --- |
| الموسم الاول  | 25       | 10 أغسطس 2004 | - طيار أصلي لم يتم بثه - بكرة هفوة / مقتطفات - حقائق التوافه ALF - الحلقة التي تبلغ مدتها ساعة "حاول أن تتذكر" هي النسخة الخاضعة للرقابة.         |
| الموسم الثاني | 25       | 23 أغسطس 2005 | - يحتوي على الحلقة الأولى من ALF: مسلسل الرسوم المتحركة والحلقة الأولى من ALF Tales                                                               |
| الموسم الثالث | 25       | 30 مايو 2006  | - يحتوي على جميع حلقات الموسم 3، ولكن ليس بترتيب البث الأصلي. تم إنتاج "Mind Games" و "Fever" للموسم الثالث ، لكن لم يتم بثهما حتى الموسم الرابع. |
| الموسم الرابع | 24       | 5 سبتمبر 2006 | - الحلقة "Make 'Em Laugh" تعمل في تمام الساعة 23:27 وهي شبه غير محررة ، مع تحرير سطر واحد من الحوار.                                              |

أصدرت شركة خدمات الفيديو في السابق اثنين من DVD الأخرى من ALF. تم إصدار ملفات ALF حصرا في كندا في 1 نوفمبر 2002. و «الليلة ، الليلة» عرضت في نسقها الأصلي لمدة ساعة. «حاول أن تتذكر»، ومع ذلك ، يحتوي على النسخة المعاد تحريرها المتعلقة بالصدمة الكهربائية ALF في حوض الاستحمام.
في 13 سبتمبر 2005، تم إصدار مشروع ALF. وقد عرض كلا DVD تعليقا اختياريا من قبل المخترع بول فوسكو ، حيث انضم إليه المخترع المشارك توم باتشيت في الإصدار الأول.
الموسم الأول والثاني من ATF يظهر الآن [مشكوك فيه] على أمازون برايم كندا.

### أوروبا
أصدرت وارنر هاوس فيديو الموسم الأول من ALF في ألمانيا في 4 سبتمبر 2009، وفي هولندا وفرنسا في 9 سبتمبر. DVD في شكل PAL ، مع قوائم باللغة الإنجليزية. إن الاختيارات اللغوية المتاحة هي الإنجليزية والفرنسية والألمانية والإسبانية (باستثناء الموسم 2، الذي على الرغم من تسميته بالغرابة ، لا يتصف باللغة الإسبانية ، وحلقة «الليلة ، الليلة» التي لم يتم تسميتها بالألمانية)، مع عناوين فرعية متاحة باللغة الفرنسية ، والهولندية ، والإسبانية ، والإنجليزية ، والألمانية.
وتمتد هذه الحلقات إلى أربعة أقراص ، وهي كاملة ، على عكس نظيراتها الأميركية المحررة ، مع بعض الاستثناءات:
مشهد من فيلم "من أجل عينيك فقط" حيث يقوم آلف وصديق جودي بغناء "راعي البقر الراغتايم جو" و "أغنية شيبمونك (عيد الميلاد لا تتأخر) من قبل ألفين وشيبمونك تم إزالتها بسبب قضايا حقوق التأليف والنشر الموسيقية مع إنتاجات باغداساريان ، ملاك الشيبمونكس
تم استخدام النسخة الخاضعة للرقابة من «محاولة للتذكر»، إزالة ذكر الصدمة الكهربائية.
النسخة المشتركة من فيلم «مكان ما فوق الريرون». وقد تم استخدام «قصر جزيرة غيليغان»، على الرغم من الاحتفاظ بموضوع جزيرة غيليغان.
وقد احتفظ المسلسل في نهايته بعنوان «اعتبرني غائباً» بالعنوان التالي: «لأكون متواصلة» الذي شوهد خلال بثه الأصلي في مارس 1990.
| اسم DVD       | الحلقة # | تاريخ النشر    | معلومة اضافية |
| ------------- | -------- | -------------- | --- |
| الموسم الاول  | 26       | 4 سبتمبر 2009  | يحتوي على 26 حلقة من الموسم الأول - لا توجد ميزات إضافية - تقريبا كل الموسيقى الأصلية - الحلقات غير المحررة ، باستثناء حلقات "لعيونك فقط" و "حاول التذكر" |
| الموسم الثاني | 26       | 11 ديسمبر 2009 | يحتوي على 26 حلقة من الموسم الثاني - لا توجد ميزات إضافية - كل الموسيقى الأصلية - الحلقات غير المحررة ، باستثناء حلقة "Somewhere Over the Rerun"          |
| الموسم الثالث | 26       | 25 يونيو 2010  | يحتوي على 26 حلقة من الموسم الثالث - لا توجد ميزات إضافية - كل الموسيقى الأصلية - حلقات غير محررة                                                         |
| الموسم الرابع | 24       | 15 أكتوبر 2010 | يحتوي على جميع الحلقات الـ 24 من الموسم الرابع - لا توجد ميزات إضافية - كل الموسيقى الأصلية - حلقات غير محررة                                             |

### أوقيانوسيا
في المنطقة 4، أصدرت وارنر هاوس فيديو أول موسمين من ALF على دي في دي في أستراليا ونيوزيلندا في 7 أبريل 2010. الفصول 3 و 4 لم يتم إصدارها بعد في المنطقة 4.In المنطقة 4، وارنر هاوس فيديو أصدرت أول موسمين من ALF على دي في دي في أستراليا ونيوزيلندا في 7 أبريل 2010. المواسم 3 و 4 لم يتم إصدارها بعد في المنطقة 4.

## الجوائز
في الولايات المتحدة ، فازت الرابطة بالعديد من الجوائز. في عام 1987، فاز البرنامج بجائزة اختيار الناس لبرنامج كوميدي تلفزيوني جديد مفضل ؛ وفي عام 1988 فازت بجائزة العرض المفضل في جوائز اختيار الأطفال ؛ وفي حفل جوائز اختيار الأطفال لعام 1989، فاز الممثل التلفزيوني المفضل بنفسه. كما تم ترشيح بينجي غريغوري وأندريا إيلسون في مختلف فئات الممثل الشاب لعملها على ALF في جوائز الفنان الشاب خلال الفترة 1987-1989، مع حصول العرض أيضا على ترشيح لأفضل مسلسل تلفزيوني الأسرة.

## خلاصات
دخلت ALF خارج الشبكة في سبتمبر 1990 عندما استبدلتها NBC مع الأمير الطازج من بيل-إير. وتكرر العرض لأول مرة على الكابل في عام 1999 على شبكة أوديسي ، وبقيت على الجدول الزمني بعد أن تولت هولمارك السيطرة الكاملة والبث حتى عام 2002. كما أنها ركضت على نيك في نايت لفترة قصيرة في عام 2001، وبثت على شبكة المحور في عام 2012.

## البث الدولي
وفي الفلبين ، بث البرنامج على شبكة التقييم العالمي لحالة البيئة البحرية مع برنامج محاكي على ABS-CBN و RPN-9 في الفترة من 1986-1990. انتقلت إلى ABC-5، حيث بثت بينما كانت تسمى في Tagalog من 1999-2002.

## البرامج غير المباشرة والبرامج ذات الصلة

### مسلسلات متحركة
للاستفادة من نجاح المسلسل ، تم إنتاج مسلسل رسوم متحركة عرضي ، بث صباح السبت على قناة NBC. سلسلة الرسوم المتحركة ، التي عُرضت على كوكب ملماك الموطن التابع لشركة ملماك ، امتدت من عام 1987 إلى عام 1988، وأنتجتها شركة DIC للترفيه. كان هذا سلسلة تمهيدية ، وضعت على ملماك قبل انفجار الكوكب. ركز العرض على ALF ، عائلته ، أصدقائه ، وصديقته روندا ومختلف استغلالهم. كل حلقة كانت تنتهي بالكتاب عن طريق تسلسل العمل الحي الذي يتضمن حديث ALF لمشاهدي التلفزيون ، وإنشاء الحلقة والتعليق عليها بعد ذلك. عندما دخل الكرتون موسمه الثاني ، تم ضمه في كتلة لمدة ساعة واحدة مع حكايات ALF العرضية الخاصة به ، التي أخذت غوردون والمجموعة من الشخصيات من الموسم الأول ، وإعادة صياغتها كشخصيات من القصص الخيالية الكلاسيكية المختلفة.
يتم تضمين الحلقات المختارة من كلا العرضين كميزات خاصة على ALF: الموسم 2 دي في دي وكذلك الإصدارات الخاصة بالكاريكاتير ALF مغامرات الرسوم المتحركة - 20 000 سنوات في مدرسة القيادة وقصص أخرى و ALF و Beanstalk وغيرها من القصص الخيالية الكلاسيكية.
النسخة المتحركة من ALF ظهرت أيضا في الرسوم المتحركة جميع النجوم إلى الإنقاذ.

### برنامج Hit Talk Show من ALF
في عام 2004، عرض البرنامج الحواري الهات لأول مرة على قناة الكابل الأمريكية TV Land ، الذي عرض ALF كمضيف برنامج حواري من نوع جوني كارسون وشارك في بطولة إد ماكماهون كمساعد له. وكان من بين الضيوف درو كاري ، توم غرين ، وميرف غريفين. ركض لسبع حلقات.

### أفلام
بعد نهاية المسلسل تم إنتاج فيلم تلفزيوني ، في عام 1996، بنية إعطاء نهاية صحيحة للمسلسل. المشروع: يبدأ ALF مباشرة بعد الحلقة النهائية من السلسلة ولكن ، وخاصة بسبب غياب Tanners ، فشل في الحصول على النجاح.
في 21 مايو 2012، قال بول فوسكو أنه كان يرسم فيلم ALF. في أغسطس 2012، ذُكر أن سوني بيكتشرز للرسوم المتحركة قد حصلت على حقوق ALF وسوف تطور الملكية إلى خاصية هجينة CGI-Live Action. منتج السنافر جوردان كيرنر ، سينتج الفيلم أيضا ، جنبا إلى جنب مع توم باتشيت وبول فوسكو.

### تم إلغاء إعادة التشغيل
في 1 أغسطس 2018، أعلن أن وارنر بروس سوف تنتج إعادة تشغيل ALF. ومن المرجح أن تكون إعادة التشغيل قد ركزت على عودة الـ ALF إلى الأرض ، مع عائلة وشخصيات جديدة. في نوفمبر 2018، تم الإعلان عن إلغاء إعادة التشغيل.

## روابط خارجية
نموذج الحياة الغريبة على موقع IMDb (الإنجليزية)
- نموذج الحياة الغريبة على موقع ميتاكريتيك (الإنجليزية)
- نموذج الحياة الغريبة على موقع روتن توميتوز (الإنجليزية)
- نموذج الحياة الغريبة على موقع ميوزك برينز (الإنجليزية)
- نموذج الحياة الغريبة على موقع أول موفي (الإنجليزية)
- نموذج الحياة الغريبة على موقع فيلمافينيتي (الإسبانية)
- نموذج الحياة الغريبة على موقع كينوبويسك (الروسية)
- نموذج الحياة الغريبة على موقع ألو سيني (الفرنسية)
- نموذج الحياة الغريبة على موقع قاعدة بيانات الفيلم (الإنجليزية)